# 1993-as magyar fedett pályás atlétikai bajnokság
Az 1993-as magyar fedett pályás atlétikai bajnokság a 20. bajnokság volt. A versenyt az Olimpiai Csarnokban rendezték meg. A gyalogló és a váltó számokat a február 5-én, a Tricotex Kupán, a Budapest Sportcsarnokban bonyolították le. A többpróba bajnokságot február 24-25-én tartották az Olimpiai Csarnokban.

## Eredmények

### Férfiak
| Versenyszám      | Arany                                                             | Arany    | Ezüst                                                                 | Ezüst    | Bronz                                      | Bronz    |
| ---------------- | ----------------------------------------------------------------- | -------- | --------------------------------------------------------------------- | -------- | ------------------------------------------ | -------- |
| 60 m             | Karaffa László Bp. Honvéd                                         | 6,78     | Rezák Pál Újpesti TE                                                  | 6,83     | Utasi Sándor Bp. HonvédKozma László SKDASE | 7,01     |
| 200 m            | Karaffa László Bp. Honvéd                                         | 21,84    | Sámi István Debreceni MTE                                             | 21,93    | Hajdú Sándor Zalaegerszegi AC              | 22,06    |
| 400 m            | Somfai Dávid TFSE                                                 | 47,55    | Molnár Tamás Nyíregyházi VSC                                          | 48,20    | Both Vilmos Zalaegerszegi AC               | 48,69    |
| 800 m            | Somfai Dávid TFSE                                                 | 1:49,80  | Banai Róbert Újpesti TE                                               | 1:50,33  | Martina Tibor Pécsi AC                     | 1:50,41  |
| 1500 m           | Banai Róbert Újpesti TE                                           | 4:06,63  | Kazsimér Attila Micro SC                                              | 4:07,40  | Knipl István Mikro SC                      | 4:09,03  |
| 3000 m           | Kazsimér Attila Micro SC                                          | 8:12,70  | Vágó Béla MTK                                                         | 8:15,22  | Szemán János VEDAC                         | 8:37,45  |
| 4 × 400 m        | Kiss Gábor Bella Attila Both Vilmos Hajdú Sándor Zalaegerszegi AC | 3:17,48  | Borszéki Péter Széles Imre Metzner Zsolt Molnár Tamás Nyíregyházi VSC | 3:18,66  | DMTE-DSI                                   | 3:21,20  |
| 60 m gát         | Sárközi Lajos Szolnoki MÁV MTE                                    | 7,94     | Téglási József Nyíregyházi VSC                                        | 8,29     | Fatér Zoltán Zalaegerszegi AC              | 8,30     |
| 5000 m gyaloglás | Urbanik Sándor Tatabányai SC                                      | 19:02,02 | Dudás Gyula Szegedi VSE                                               | 19:22,20 | Faragó Károly Testvériség                  | 20:36,95 |
| magasugrás       | Bese Benő Csepel                                                  | 214 cm   | Tresch András Csepel                                                  | 210 cm   | Bakler Zoltán Mátyásföldi LTC              | 210 cm   |
| rúdugrás         | Farkas Zoltán Bp. Honvéd                                          | 520 cm   | Balogh László Újpesti TE                                              | 490 cm   | Rohánszky Pál Csepel                       | 490 cm   |
| távolugrás       | Ordina Tibor Újpesti TE                                           | 776 cm   | Almási Csaba Újpesti TE                                               | 768 cm   | Marik Balázs TFSE                          | 756 cm   |
| hármasugrás      | Czingler Zsolt Újpesti TE                                         | 16,20 m  | Pálóczi Gyula Tatabányai SC                                           | 16.09 m  | Ordina Tibor Újpesti TE                    | 15,87 m  |
| súlylökés        | Kóczián Jenő Újpesti TE                                           | 18,33 m  | Nagy Csaba Csepel                                                     | 16,31 m  | Pénzes Tamás Testvériség                   | 16,16 m  |
| hétpróba         | Kürtösi Zsolt TFSE                                                | 5500     | Kovács Dusán Vitalitás                                                | 5493     | Földi Attila BEAC-MAFC                     | 4858     |

### Nők
| Versenyszám      | Arany                                                      | Arany    | Ezüst                                                                | Ezüst    | Bronz                          | Bronz    |
| ---------------- | ---------------------------------------------------------- | -------- | -------------------------------------------------------------------- | -------- | ------------------------------ | -------- |
| 60 m             | Barati Éva Bp. Honvéd                                      | 7,43     | Molnár Mónika Szolnoki MÁV MTE                                       | 7,54     | Steinmetz Éva Bp. Honvéd       | 7,74     |
| 200 m            | Barati Éva Bp. Honvéd                                      | 24,58    | Mádai Mónika Zalaegerszegi AC                                        | 25.42    | Kurucz Andrea Újpesti TE       | 25,49    |
| 400 m            | Kurucz Andrea Újpesti TE                                   | 55,41    | Végh Anett Ajka Hungalu                                              | 56,30    | Mádai Mónika Zalaegerszegi AC  | 57,39    |
| 800 m            | Csete Gyöngyvér MTK                                        | 2:12,6   | Bangó Mónika Szombathleyi TE                                         | 2:14,0   | Mészáros Krisztina Újpesti TE  | 2:14,3   |
| 1500 m           | Rácz Katalin Bp. Honvéd                                    | 4:45,49  | Barta Viktória Csepel                                                | 4:46,62  | Czene Zsófia Pécsi VSK         | 4:50,68  |
| 3000 m           | Tóth Mónika Csepel                                         | 9:50,88  | Czizi Réka Bp. Honvéd                                                | 9:51,84  | Czene Zsófia Pécsi VSK         | 9:58,20  |
| 4 × 400 m        | Jassó Anikó Csete Gyöngyvér Drommer Helga Bátori Noémi MTK | 3:54,78  | Zarnóczai Klára Nagy Olga Bakajsza Anita Szabó Anita Nyíregyházi VSC | 4:01,68  | Zalaegerszegi AC               | 4:07,23  |
| 60 m gát         | Ináncsi Rita Bp. Honvéd                                    | 8,49     | Bálint Zita Csepel                                                   | 8,65     | Kalamár Andrea Újpesti TE      | 8,75     |
| 3000 m gyaloglás | Rosza Mária Békéscsabai Előre                              | 12:39,45 | Ilyés Ildikó Békéscsaba                                              | 12:45,81 | Szebenszky Anikó Debreceni MTE | 12:52,74 |
| magasugrás       | Kovács Judit Debreceni MTE                                 | 190 cm   | Fazekas Erzsébet Mátyásföld                                          | 184 cm   | Csapó Mónika Bp. Honvéd        | 180 cm   |
| távolugrás       | Ináncsi Rita Bp. Honvéd                                    | 629 cm   | Fekete Ildikó Debreceni MTE                                          | 611 cm   | Medovarszki Éva Kecskeméti SC  | 591 cm   |
| hármasugrás      | Fekete Ildikó Debreceni MTE                                | 13,52 m  | Medovarszki Éva Kecskeméti SC                                        | 12,97 m  | Gáncs Gabriella VEDAC          | 12,53 m  |
| súlylökés        | Stefanovics Mónika Haladás VSE                             | 15,36 m  | Divós Katalin Haladás VSE                                            | 14.42 m  | Ináncsi Rita Bp. Honvéd        | 13,79 m  |
| ötpróba          | Ináncsi Rita Bp. Honvéd                                    | 4384     | Brünyi Orsolya Bp. Honvéd                                            | 3646     | Veres Anikó TFSE               | 3497     |